# Pemalang (ort)
Pemalang är en ort i Indonesien.   Den ligger i provinsen Jawa Tengah, i den västra delen av landet, 290 km öster om huvudstaden Jakarta. Pemalang ligger 10 meter över havet och antalet invånare är 184 149.
Terrängen runt Pemalang är platt. Havet är nära Pemalang norrut.Runt Pemalang är det mycket tätbefolkat, med 2 521 invånare per kvadratkilometer. Pemalang är det största samhället i trakten. Runt Pemalang är det i huvudsak tätbebyggt.